# Budynek Sądu Okręgowego w Piotrkowie Trybunalskim
Budynek Sądu Okręgowego w Piotrkowie Trybunalskim – zabytkowy budynek organu wymiaru sprawiedliwości w Piotrkowie Trybunalskim z początku XX w. położony przy ul. Słowackiego 5.
Mieści się w nim Sala Tradycji Sądownictwa im. Stanisława Pomian-Srzednickiego – Pierwszego Prezesa Sądu Najwyższego, w której znajduje się portret cara Mikołaja II, który był inicjatorem i fundatorem budowy gmachu.

## Lokalizacja
Budynek położony jest przy jednej z najważniejszych ulic w mieście – ulicy Słowackiego. W jego sąsiedztwie znajduje się Stare Miasto, kościół i klasztor oo. Bernardynów oraz cerkiew prawosławna.

## Historia
Gmach sądu wybudowany został według różnych opracowań między rokiem 1905 a 1909 według projektu architekta gubernialnego Feliksa Nowickiego.
W okresie I wojny światowej, w 1914 roku w trakcie walk o miasto, w jego wnętrzach był urządzony szpital polowy. Po zakończeniu II wojny światowej  w siedzibie sądu najpierw mieściła się Miejska Rada Narodowa, a następnie po utworzeniu w 1975 roku województwa piotrkowskiego, budynek ten był siedzibą Urzędu Wojewódzkiego. Od 1989 roku ponownie pełni funkcję sądu. We wschodnim skrzydle budynku z wejściem od ul. Toruńskiej znajduje się Archiwum Państwowe utworzone w 1919.
Budynek wpisany jest do rejestru zabytków pod numerem 278 z 2.04.1979. Znajduje się też w gminnej ewidencji zabytków miasta Piotrkowa Trybunalskiego.

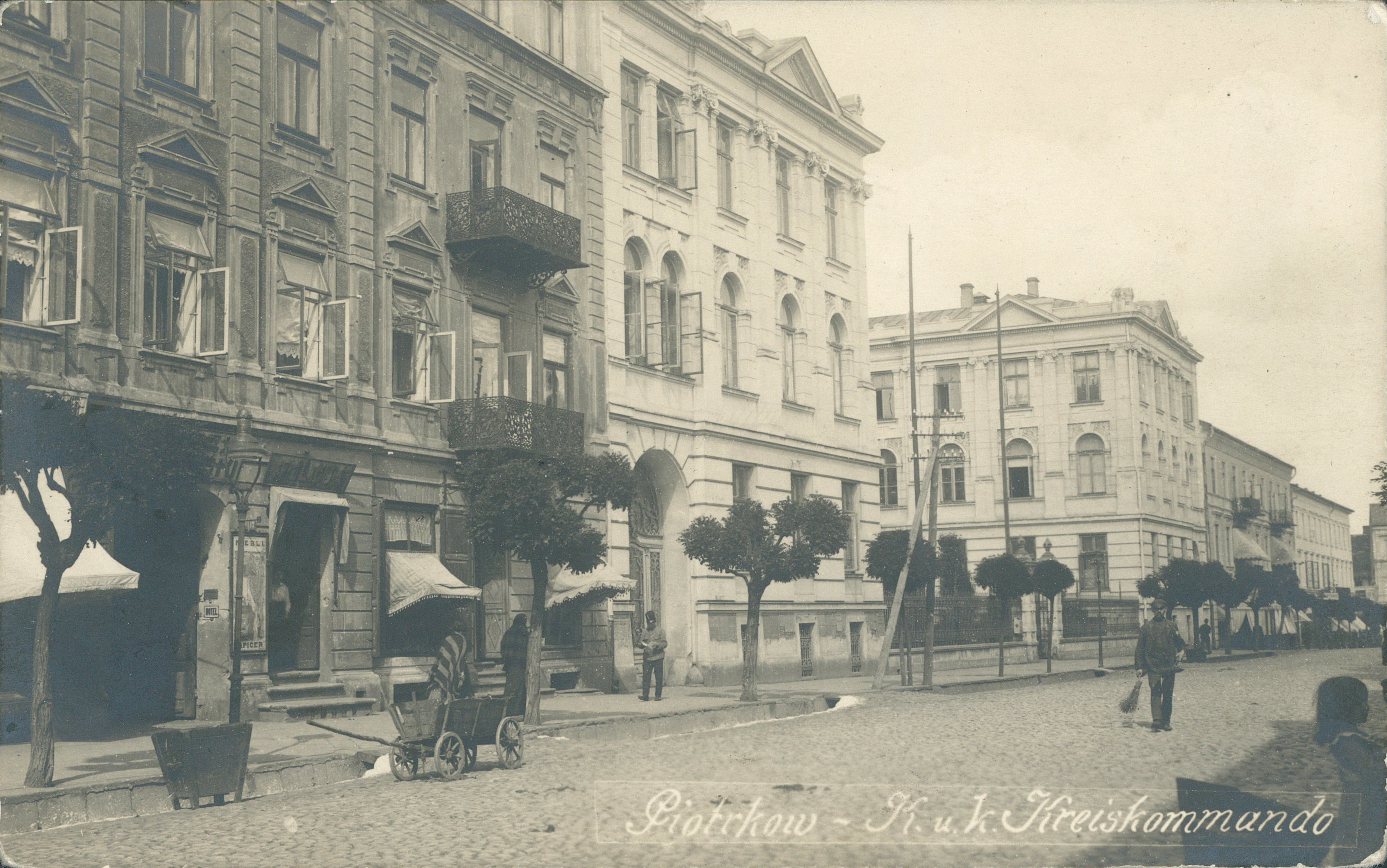
Budynek w 1917
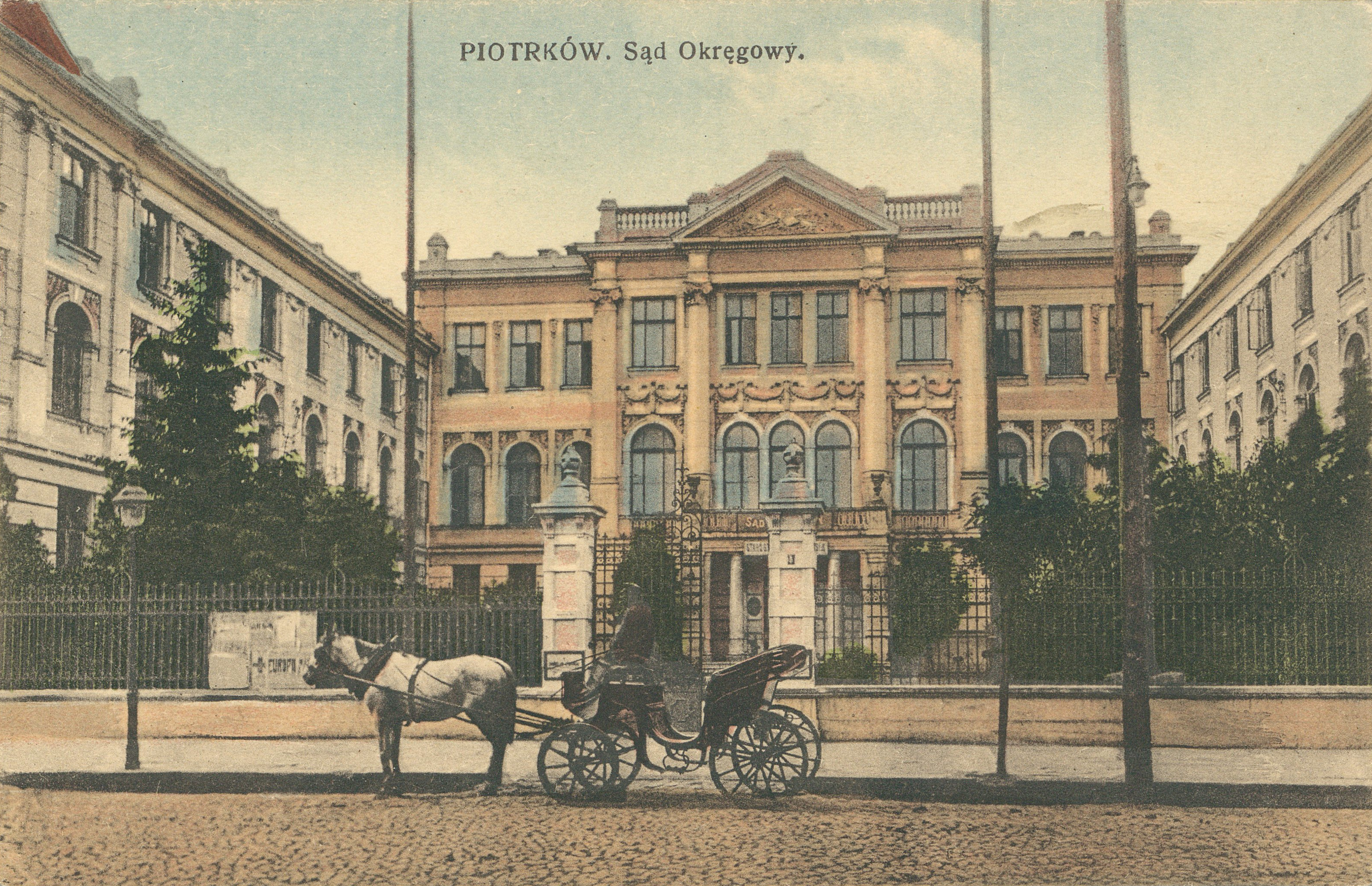
Budynek przed 1936

## Architektura
Styl architektoniczny budynku określany jest jako eklektyczny, secesyjny lub neoklasycystyczny.
Budynek rozlokowano na planie podkowy. Przed korpusem głównym znajduje się dziedziniec z fontanną. Elewacje ozdobione są pilastrami. Na osi fasady znajduje się ryzalit z balustradą i tympanonem na szczycie. Tympanon zwieńczony jest trzema figurami z centralną postacią Temidy trzymającą wagę. Wejście otoczone jest dwiema kolumnami podtrzymującymi balkon. We wszystkich elewacjach okna pierwszego piętra zwieńczone są łukowano i ozdobione motywami roślinnymi. Okna na parterze i drugim piętrze mają kształt prostokątny i są zdobione skromniej. Parter budynku ozdobiony jest boniowaniem.